# Joe Thornton
Joseph Eric Thornton, född 2 juli 1979, är en kanadensisk före detta professionell ishockeyspelare. Han spelade för Boston Bruins, San Jose Sharks, Toronto Maple Leafs och Florida Panthers i National Hockey League (NHL). Han draftades som etta totalt av Bruins vid NHL Entry Draft 1997 där han spelade sju säsonger och tre som lagkapten. Under säsongen 2005–06 trejdades han till Sharks och vann senare Art Ross Trophy och Hart Memorial Trophy ligans bästa poänggörare och mest värdefulla spelare. Thornton spelade sen 14 säsonger med Sharks inklusive fyra säsonger som lagkapten med vilka han ledde till Stanley Cup-final 2016.

## Spelarkarriär
Joe valdes först i NHL-draften 1997 av Boston Bruins. Han gick direkt från juniorhockeyn till NHL, men gjorde ett blekt intryck under sin första säsong och noterades för endast 7 poäng på 55 matcher i grundserien. Hans första mål kom den 3 december 1997 i 3-0-segern mot Philadelphia Flyers.
Andra säsongen gjorde han större avtryck med sina 41 poäng på 81 matcher i grundserien, detta år gick även Boston Bruins till slutspel, där han noterades för 9 poäng på 11 matcher. Karriären fortsatte gå uppåt och han nådde sin kulmen i Boston Bruins då han valdes till lagkapten 2002–03. Samma säsong blev han 3:a i den totala poängligan med sina 101 poäng, med endast svenskarna Peter Forsberg och Markus Näslund framför sig.
Han hann spela 23 matcher i Bruinströjan och göra 33 poäng säsongen 2005–06 innan han blev bortbytt till San Jose Sharks.
Thornton blev bortbytt till San Jose Sharks den 30 november 2005 i utbyte mot Marco Sturm, Wayne Primeau och Brad Stuart. På sina 55 matcher noterades han för 92 poäng, totalt under säsongen noterades Thornton för 125 poäng och vann med det NHL:s poängliga och Art Ross Trophy. Thornton vann också Hart Memorial Trophy samma år och hans kedjekamrat Jonathan Cheechoo vann målligan med 56 fullträffar. Thornton fick dock kritik för sitt tafatta spel under det efterföljande Stanley Cup-slutspelet där han endast gjorde 9 poäng på 11 matcher.
Mellan säsongerna 2006–07 och 2007–08 skrev han ett nytt kontrakt med San Jose Sharks, värt 21,6 miljoner dollar. Kontraktet sträckte sig till juni 2011. 2008–09 gjorde Thornton 86 poäng på 82 matcher. San Jose Sharks förlorade i åttondelsfinal i Stanley Cup med 4-2 i matcher mot Anaheim Ducks. 2009–10 svarade Thornton för 89 poäng på 79 spelade matcher, vilket gav honom en åttonde plats i NHL:s totala poängliga.
I och med lockouten i NHL säsongen 2012–13 spelade Thornton för det schweiziska laget HC Davos tills konflikten upphörde.
Säsongen 2015–16 nådde Thornton för första gången under sin karriär Stanley Cup-final där det dock blev förlust mot Pittsburgh Penguins med 2-4 i matcher.
28 oktober 2023 annonserade Thornton sitt karriäravslut efter sejourer i Toronto Maple Leafs och Florida Panthers. Vid den tidpunkten var Thornton på 12:e plats i tidernas poängliga, sjua i assist och på sjätte plats vad gäller matcher spelade. 17 januari 2024 bestämde Sharks att de kommer att pensionera Thorntons #19 säsongen 2024-25.

## Privat
Thorntons smeknamn Jumbo Joe kommer delvis från hans storlek (193 cm, 107 kg) samt delvis från den världskända afrikanska cirkuselefanten Jumbo som dog i Thorntons födelsestad St. Thomas den 15 september 1885 efter att ha blivit påkörd av ett lokomotiv.
Thornton är kusin till den före detta ishockeyspelaren Scott Thornton, som spelade själv i NHL mellan 1990 och 2008.
Han blev amerikansk medborgare sommaren 2009 och blev senare också schweizisk medborgare på grund av sin schweiziska fru Tabea Pfendsack som han har två barn tillsammans med.

## Statistik

### Klubbkarriär
| 1995–96    | Sault Ste. Marie Greyhounds | OHL        | 66   | 30  | 46   | 76   | 53   | 4   | 1  | 1   | 2   | 11  |
| 1996–97    | Sault Ste. Marie Greyhounds | OHL        | 59   | 41  | 81   | 122  | 123  | 11  | 11 | 8   | 19  | 24  |
| 1997–98    | Boston Bruins               | NHL        | 55   | 3   | 4    | 7    | 19   | 6   | 0  | 0   | 0   | 9   |
| 1998–99    | Boston Bruins               | NHL        | 81   | 16  | 25   | 41   | 69   | 11  | 3  | 6   | 9   | 4   |
| 1999–00    | Boston Bruins               | NHL        | 81   | 23  | 37   | 60   | 82   | –   | –  | –   | –   | –   |
| 2000–01    | Boston Bruins               | NHL        | 72   | 37  | 34   | 71   | 107  | –   | –  | –   | –   | –   |
| 2001–02    | Boston Bruins               | NHL        | 66   | 22  | 46   | 68   | 127  | 6   | 2  | 4   | 6   | 10  |
| 2002–03    | Boston Bruins               | NHL        | 77   | 36  | 65   | 101  | 109  | 5   | 1  | 2   | 3   | 4   |
| 2003–04    | Boston Bruins               | NHL        | 77   | 23  | 50   | 73   | 98   | 7   | 0  | 0   | 0   | 14  |
| 2004–05    | HC Davos                    | NLA        | 40   | 10  | 44   | 54   | 80   | 14  | 4  | 20  | 24  | 29  |
| 2005–06    | Boston Bruins               | NHL        | 23   | 9   | 24   | 33   | 6    | –   | –  | –   | –   | –   |
| 2005–06    | San Jose Sharks             | NHL        | 58   | 20  | 72   | 92   | 55   | 11  | 2  | 7   | 9   | 12  |
| 2006–07    | San Jose Sharks             | NHL        | 82   | 22  | 92   | 114  | 44   | 11  | 1  | 10  | 11  | 10  |
| 2007–08    | San Jose Sharks             | NHL        | 82   | 29  | 67   | 96   | 59   | 13  | 2  | 8   | 10  | 2   |
| 2008–09    | San Jose Sharks             | NHL        | 82   | 25  | 61   | 86   | 56   | 6   | 1  | 4   | 5   | 5   |
| 2009–10    | San Jose Sharks             | NHL        | 79   | 20  | 69   | 89   | 54   | 6   | 0  | 3   | 3   | 0   |
| 2010–11    | San Jose Sharks             | NHL        | 80   | 21  | 49   | 70   | 47   | 18  | 3  | 14  | 17  | 6   |
| 2011–12    | San Jose Sharks             | NHL        | 82   | 18  | 59   | 77   | 31   | 5   | 2  | 3   | 5   | 2   |
| 2012–13    | HC Davos                    | NLA        | 33   | 12  | 24   | 36   | 43   | –   | –  | –   | –   | –   |
| 2012–13    | San Jose Sharks             | NHL        | 48   | 7   | 33   | 40   | 26   | –   | –  | –   | –   | –   |
| 2013–14    | San Jose Sharks             | NHL        | 82   | 11  | 65   | 76   | 32   | 7   | 2  | 1   | 3   | 8   |
| 2014–15    | San Jose Sharks             | NHL        | 78   | 16  | 49   | 65   | 30   | –   | –  | –   | –   | –   |
| 2015–16    | San Jose Sharks             | NHL        | 82   | 19  | 63   | 82   | 54   | 24  | 3  | 18  | 21  | 10  |
| 2016–17    | San Jose Sharks             | NHL        | 79   | 7   | 43   | 50   | 51   | 4   | 0  | 2   | 2   | 0   |
| 2017–18    | San Jose Sharks             | NHL        | 47   | 13  | 23   | 36   | 38   | —   | —  | —   | —   |     |
| 2018–19    | San Jose Sharks             | NHL        | 73   | 16  | 35   | 51   | 20   | 19  | 4  | 6   | 10  | 6   |
| 2019–20    | San Jose Sharks             | NHL        | 70   | 7   | 24   | 31   | 34   | —   | —  | —   | —   | —   |
| 2020–21    | HC Davos                    | NL         | 12   | 5   | 6    | 11   | 4    | —   | —  | —   | —   | —   |
| 2020–21    | Toronto Maple Leafs         | NHL        | 44   | 5   | 15   | 20   | 14   | 7   | 1  | 0   | 1   | 2   |
| 2021–22    | Florida Panthers            | NHL        | 34   | 5   | 5    | 10   | 10   | 1   | 0  | 0   | 0   | 0   |
| NL totalt  | NL totalt                   | NL totalt  | 85   | 27  | 74   | 101  | 127  | 14  | 4  | 20  | 24  | 29  |
| NHL totalt | NHL totalt                  | NHL totalt | 1714 | 430 | 1109 | 1539 | 1272 | 187 | 32 | 102 | 134 | 134 |

### Internationellt
| År            | Lag           | Turnering     | Resultat      |    | Matcher | Mål | Assists | Poäng | Utv. |
| ------------- | ------------- | ------------- | ------------- | -- | ------- | --- | ------- | ----- | ---- |
| 1997          | Kanada        | JVM           | 1:a           | 7  | 2       | 2   | 4       | 0     |      |
| 2001          | Kanada        | VM            | 5:a           | 6  | 1       | 1   | 2       | 6     |      |
| 2004          | Kanada        | WCH           | 1:a           | 6  | 1       | 5   | 6       | 0     |      |
| 2005          | Kanada        | VM            | 2:a           | 9  | 6       | 10  | 16      | 4     |      |
| 2006          | Kanada        | OS            | 7:a           | 6  | 1       | 2   | 3       | 0     |      |
| 2010          | Kanada        | OS            | 1:a           | 7  | 1       | 1   | 2       | 0     |      |
| 2016          | Kanada        | WCH           | 1:a           | 6  | 1       | 1   | 2       | 2     |      |
| Junior totalt | Junior totalt | Junior totalt | Junior totalt | 7  | 2       | 2   | 4       | 0     |      |
| Senior totalt | Senior totalt | Senior totalt | Senior totalt | 40 | 11      | 20  | 31      | 12    |      |

## Meriter
- 2002 — Spelade NHL:s All-star match
- 2003 — Invald i NHL:s andra All-star lag
- 2003 — Spelade NHL:s All-star match
- 2004 — Guld i World Cup
- 2005 — VM-silver
- 2006 — Art Ross Trophy
- 2006 — Hart Memorial Trophy
- 2010 — OS-guld